# Arany-kapu
Az Arany-kapu (Zolotije vorota) az oroszországi Vlagyimir városának legrégibb építménye, az egyetlen régi oroszországi városkapu, mely napjainkig – legalább részben – fennmaradt.
Alapjait 1158-ban rakták le, miután I. András vlagyimiri nagyfejedelem (Andrej Bogoljubszkij) Vlagyimirba helyezte át székhelyét, és annak védővonalát elkezdték kiépíteni. A városnak eredetileg öt kapuja volt. A vlagyimiri Arany-kapu (1158–1164) – a kijevi és a konstantinápolyi Arany-kapukhoz hasonlóan – a város reprezentatív főbejárata volt, építésében valószínűleg külföldi mesterek is részt vettek.
A fehér mészkőből épült kapu központi boltívét 14 m magasra emelték, tölgyfából készült kapuszárnyait aranyozott rézlemezekkel borították. Tekintélyt parancsoló méreteit a tetejére épített kis templom is emelte. A kapun belül kőlépcsők vezettek fel a két oldalról hozzá csatlakozó sáncokra a lőállásokhoz. A sáncok előtt védőárok húzódott, a fölötte épített híd vezetett a kapubejárathoz. Az építmény egyszerre volt védőbástya, diadalív és templom.
1238-ban Batu kán mongol seregei feldúlták a várost, de az Arany-kapu épségben maradt és a későbbi évszázadokban is csak kisebb javításokra szorult. Egy 16. századi miniatúrán elhanyagolt állapotban ábrázolták. A 17. század végén helyreállították, de az 1778-as városi tűzvész idején a kapu tüzet fogott. Néhány év múlva, a II. Katalin cárnő által elrendelt általános városrendezés és építkezések során a sáncokat elbontották, ekkor az oldaltámaszok nélkül maradt kapu megroggyant. 1795-től kezdték meg átépítését: az előzőleg szétszedett boltíveket a régi kövekből újra rakták, a két kapuszárnyhoz egy-egy kör alakú bástyát építettek, végül a lebontott kaputemplom helyén újat emeltek, melyet 1810-ben szenteltek fel. Ebben a formájában látható ma is.
A kapu jelenleg a város főútvonalán áll, és mintegy ötven éve a helyi múzeum kezeli. A kaputemplom helyiségeiben fegyver- és hadtörténeti kiállítást rendeztek be. A vlagyimiri Arany-kaput a Vlagyimir és Szuzdal fehér műemlékei  részeként 1992-ben felvették UNESCO világörökség listájára.